# Linden (Alberta)
Linden est un village (village) du Comté de Kneehill, situé dans la province canadienne d'Alberta.

## Démographie
En tant que localité désignée dans le recensement de 2011, Linden a une population de 725 habitants dans 293 de ses 315 logements, soit une variation de 9.8% avec la population de 2006. Avec une superficie de 2,558 9 km2, village possède une densité de population de 283,324 9 hab/km2 en 2011.
Concernant le recensement de 2006, Linden abritait 660 habitants dans 317 de ses 324 logements. Avec une superficie de 2,558 9 km2, village possédait une densité de population de 257,9 hab/km2 en 2006.
| 2001 | 2006 | 2011 | 2016 |
| ---- | ---- | ---- | ---- |
| 636  | 660  | 725  | 828  |